# Veação

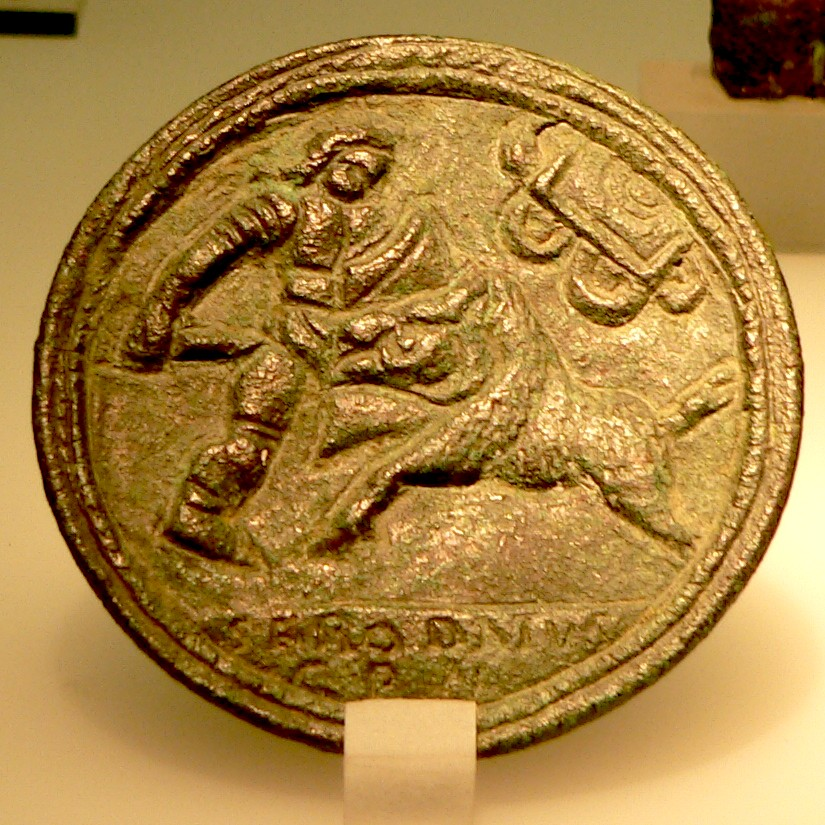
Medalhão de bronze retratando um combate entre um gladiador e um animal selvagem (Veação)

Veação (em latim: venatio) ou bestiário (em latim: bestiarium) era o nome que tinham na Antiga Roma os espectáculos nos anfiteatros onde os protagonistas eram animais selvagens. As veação eram basicamente caças a animais selvagens, em que estes eram chacinados.
Poucos animais sobreviviam, embora por vezes defrontassem os bestiários, ou seja, os caçadores. Milhares de animais podiam ser mortos num só dia. Por exemplo, nos jogos por ocasião da subida ao poder de Trajano mais de nove mil animais foram chacinados. Nem todos eram ferozes, embora a maioria fosse: leões, elefantes, ursos, veados, cabras selvagens, cães e camelos eram os mais comuns.
Estes espectáculos violentos eram geralmente feitos de manhã, antes dos combates de gladiadores (múnus) ou das execuções públicas, em que por vezes também eram usados animais.